# Yeşilpınar, Defne
Yeşilpınar là một thị trấn thuộc huyện Defne, tỉnh Hatay, Thổ Nhĩ Kỳ. Dân số thời điểm năm 2011 là 3.706 người.